# クリシュナ・ラージャ1世
クリシュナ・ラージャ1世（Krishna Raja I, 1702年3月18日 - 1732年3月5日）は、南インドのカルナータカ地方、マイソール王国の君主（在位：1714年 - 1732年）。ドッダ・クリシュナ・ラージャ（Dodda Krishana Raja）とも呼ばれる。

## 生涯
1714年2月18日、父王ナラサー・ラージャ2世が死亡し、息子であるクリシュナ・ラージャ1世が王位を継承した。
その治世、南インドはムガル帝国の主権から離れ、マイソール王国をはじめ、カルナータカ太守やタンジャーヴール・マラーター王国、ケラディ・ナーヤカ朝、その他ナワーブの政権などが割拠する新しい地図が出来上がっていた。
1724年、カルナータカ太守をはじめとするナワーブの軍勢が王国の首都シュリーランガパッタナを包囲した。この包囲を解くため、マイソール側は1000万ルピーを払わなければならなかった。
1732年3月5日、クリシュナ・ラージャ1世はこのような情勢の中で死亡し、養子としていた一族のチャーマ・ラージャ7世が王位を継承した。